# Teden Mengi
Teden Mambuene Mengi (sinh ngày 30 tháng 4 năm 2002) là một cầu thủ bóng đá chuyên nghiệp người Anh hiện đang chơi ở vị trí trung vệ cho câu lạc bộ Luton Town.
Mengi tốt nghiệp hệ thống trẻ của Manchester United. Anh đã có trận ra mắt đội một tại UEFA Europa League vào tháng 8 năm 2020.

## Sự nghiệp

### Manchester United
Mengi đã thi đấu cho các đội U-16, U-18 và U-23 của Manchester United trước khi được ký hợp đồng chuyên nghiệp đầu tiên vào tháng 9 năm 2019. Anh có lần đầu tiên xuất hiện trên băng ghế dự bị của đội một United ở trận đấu gặp Astana tại Europa League vào ngày 28 tháng 11 năm 2019. Ngày 5 tháng 8 năm 2020, Mengi có trận đấu chuyên nghiệp đầu tiên khi vào sân thay người trong trận gặp LASK tại Europa League. Mengi được đôn lên đội một vào ngày 17 tháng 9 năm 2020.
Tháng 2 năm 2021, Mengi được cho mượn tại câu lạc bộ Derby County trong phần còn lại của mùa giải 2020–21. Tháng 3 năm 2021, anh ký hợp đồng mới với Manchester United cho đến tháng 6 năm 2024, với tùy chọn gia hạn thêm một năm. Sau khi dính chấn thương vào tháng 4 năm 2021, Mengi phải trở về Man United để điều trị.

## Đời sống cá nhân
Mengi sinh ra ở Manchester, Anh và là người gốc Angola. Anh học trường Wright Robinson College ở Gorton, Manchester.

## Thống kê sự nghiệp
Tính đến ngày 8 tháng 12 năm 2020
| Câu lạc bộ             | Mùa giải       | Giải đấu       | Giải đấu | Giải đấu | Cúp FA | Cúp FA | Cúp EFL | Cúp EFL | Châu Âu | Châu Âu | Khác | Khác | Tổng | Tổng |
| Câu lạc bộ             | Mùa giải       | Hạng           | Trận     | Bàn      | Trận   | Bàn    | Trận    | Bàn     | Trận    | Bàn     | Trận | Bàn  | Trận | Bàn  |
| ---------------------- | -------------- | -------------- | -------- | -------- | ------ | ------ | ------- | ------- | ------- | ------- | ---- | ---- | ---- | ---- |
| U-21 Manchester United | 2019–20        | —              | —        | —        | —      | —      | —       | —       | —       | —       | 3    | 0    | 3    | 0    |
| U-21 Manchester United | 2020–21        | —              | —        | —        | —      | —      | —       | —       | —       | —       | 3    | 0    | 3    | 0    |
| U-21 Manchester United | Tổng cộng      | Tổng cộng      | 0        | 0        | 0      | 0      | 0       | 0       | 0       | 0       | 6    | 0    | 6    | 0    |
| Manchester United      | 2019–20        | Premier League | 0        | 0        | 0      | 0      | 0       | 0       | 1       | 0       | —    | —    | 1    | 0    |
| Manchester United      | 2020–21        | Premier League | 0        | 0        | 0      | 0      | 0       | 0       | 0       | 0       | —    | —    | 0    | 0    |
| Manchester United      | Tổng cộng      | Tổng cộng      | 0        | 0        | 0      | 0      | 0       | 0       | 1       | 0       | 0    | 0    | 1    | 0    |
| Derby County (mượn)    | 2020–21        | Championship   | 9        | 0        | —      | —      | —       | —       | —       | —       | —    | —    | 9    | 0    |
| Tổng sự nghiệp         | Tổng sự nghiệp | Tổng sự nghiệp | 9        | 0        | 0      | 0      | 0       | 0       | 1       | 0       | 6    | 0    | 16   | 0    |

1. 1 2  Ra trận tại EFL Trophy
2. ↑  Ra sân tại UEFA Europa League